# Chalepus garleppi
Chalepus garleppi es un coleóptero de la familia Chrysomelidae.
Fue descrita científicamente en 1939 por Uhmann.